# Kepatihan Wetan
Kepatihan Wetan is een bestuurslaag in het regentschap Surakarta van de provincie Midden-Java, Indonesië. Kepatihan Wetan telt 2057 inwoners (volkstelling 2010).